# Camille Gira
Pour l’article homonyme, voir Gira.
Camille Gira, né le 2 juin 1958 à Luxembourg-Ville (Luxembourg) et mort le 16 mai 2018 dans la même ville, est un homme politique luxembourgeois.
Membre du parti Les Verts (déi Gréng), il est, du 4 décembre 2013 au 16 mai 2018, secrétaire d’État au Développement durable et aux Infrastructures dans le gouvernement Bettel-Schneider.

## Biographie

### Études et formations
Camille Gira fait des études secondaires à l’Athénée de Luxembourg et au lycée Robert-Schuman de Luxembourg (lb) de 1970 à 1977.

### Activités professionnelles
Camille Gira est contrôleur de la circulation aérienne de 1977 à 1994.

### Carrière politique

#### Fonctions gouvernementales
À la suite des élections législatives du 20 octobre 2013, Camille Gira est nommé secrétaire d’État au Développement durable et aux Infrastructures en date du 4 décembre 2013 dans le gouvernement de coalition entre le Parti démocratique (DP), le Parti ouvrier socialiste luxembourgeois (LSAP) et Les Verts (« déi gréng »).

#### Autres fonctions politiques
Camille Gira est échevin de la commune de Beckerich de 1982 à 1990. En 1990, il devient bourgmestre, poste qu’il occupe jusqu’à sa nomination au gouvernement en décembre 2013.
Membre des Verts depuis 1993, Camille Gira est élu pour la première fois à la Chambre des députés sur la liste des Verts dans la circonscription Nord en 1994. Il est réélu en 1999, 2004, 2009 et 2013. Au Parlement, Camille Gira est entre autres président de la commission des Comptes de 1999 à 2004 et de 2007 à 2009, vice-président de la commission de l’Environnement de 2000 à 2009, président de la commission des Pétitions de 2004 à 2013 ainsi que vice-président de la commission du Développement durable (volets Environnement et Aménagement du territoire) de 2009 à 2013.
De 2010 à 2013, Camille Gira est président du syndicat intercommunal De Réidener Kanton.

### Mort
Le 16 mai 2018, Camille Gira décède des suites d’un arrêt cardiaque après un malaise survenu lors d’un discours au parlement,.
Les funérailles civiles de Camille Gira se sont déroulées le 19 mai 2018 dans l’après-midi au centre culturel de Beckerich, commune dont il fut le bourgmestre pendant 23 ans,.

### Postérité
L'arrêté ministériel du 12 octobre 2018 dispose que le « Centre Nature et Forêt Biodiversum » situé à Remerschen, porte désormais la dénomination : « Biodiversum Camille Gira ».

## Distinctions
- Officier de l'ordre de Mérite du grand-duché de Luxembourg[6] (Luxembourg, promotion 1999)
- Officier de l'ordre de la Couronne de chêne[7] (Luxembourg, promotion 2004)